# Cratere Tanya
Tanya  è un cratere sulla superficie di Venere.